# バチカンにおける死刑
ここでは近代まで存続した教皇領と20世紀に成立したバチカンを連続した同一の国家として扱う。現在では、バチカンの法律に死刑は無い。

## 歴史
カトリック教会の伝統的な見解では、「報復のための死刑は不可、犯罪予防、威嚇のための死刑は人命救助の観点から可」という教義上の立場を持ち、長くその立場を維持していた。そのため、教皇領が国家としての体裁を持つようになった12世紀のころから死刑制度は存在していた。現在は、「近代社会においては終身刑によって犯人の再犯の予防および他の犯罪者に対しての威嚇の役目は十分果たされている」との見解である。よって「全ての命は神聖である」として死刑には反対している。また現代の多くの死刑が「報復」の役目を果たしていることにも言及し「死刑は憎悪と復讐心に満ちた行為」「罪をもって罪を裁くことは殺人である」と表明している。
1798年に教皇領全体がローマ共和国の樹立を宣言したフランス軍によって侵略されるとフランス式のギロチンが持ち込まれた。その後、ナポレオン体制が倒れて教皇領が復活すると1816年10月2日にトンマーゾ・ボルゾーニ(Tommaso Borzoni)という強盗殺人犯に対して死刑が執行された。教皇領での最後の処刑はジュゼッペ・モンティ(Giuseppe Monti)とガエターノ・トニェッティ(Gaetano Tognetti)の2人に対して1868年11月24日にローマで実行された。1870年のイタリアによる教皇領の没収により教皇領での死刑制度は事実上消滅した。
ラテラノ条約が締結されバチカンとなると1929年から1969年まではローマ教皇の暗殺および暗殺未遂罪に対してのみ死刑が存在していたが、実際にその判決が出ることは無かった。

## 死刑執行人
- 1796-1865 ジョヴァンニ・バッティスタ・ブガッティ：教皇領の死刑執行人
- 1865-1870 アントニオ・バルドゥッチ：教皇領最後の死刑執行人

## 執行方法
- 1810年以前
  - 斧による斬首刑
- 1810年以降
  - ギロチンによる斬首刑